# Twan Castelijns
Twan Castelijns (Eindhoven, 23 de gener de 1989) és un ciclista neerlandès que competeix professionalment des del 2014. Actualment corre per l'equip Lotto NL-Jumbo.

## Palmarès

### Resultats al Giro d'Itàlia
- 2016. 114è de la classificació general
- 2017. 130è de la classificació general